# Tanque Rino
Tanque Rino (inicialmente llamado "Rinoceronte") fue el apodo estadounidense dado a los tanques Aliados de la Segunda Guerra Mundial equipados con "colmillos" o aparatos cortadores de setos. La denominación británica para las modificaciones era Prongs.
En el verano de 1944, durante la Batalla de Normandía, las fuerzas Aliadas - especialmente los estadounidenses - se habían estancado combatiendo a los alemanes en el bocage de Normandía. Este paisaje de espesos setos demostró ser difícil de atravesar por los tanques. En un intento por restaurar la movilidad en el campo de batalla, se inventaron varios aparatos que les permitían a los tanques movilizarse por el terreno. Los aparatos eran inicialmente fabricados en Normandía, principalmente a partir de fragmentos de erizos checos y de modo ad hoc. La fabricación se mudó al Reino Unido, donde los vehículos eran modificados antes de ser embarcados a Francia.
Aunque se les ha atribuido a los aparatos el haber restaurado la movilidad en el difícil terreno, los historiadores han puesto en duda su empleo generalizado y su significado táctico.

## Trasfondo

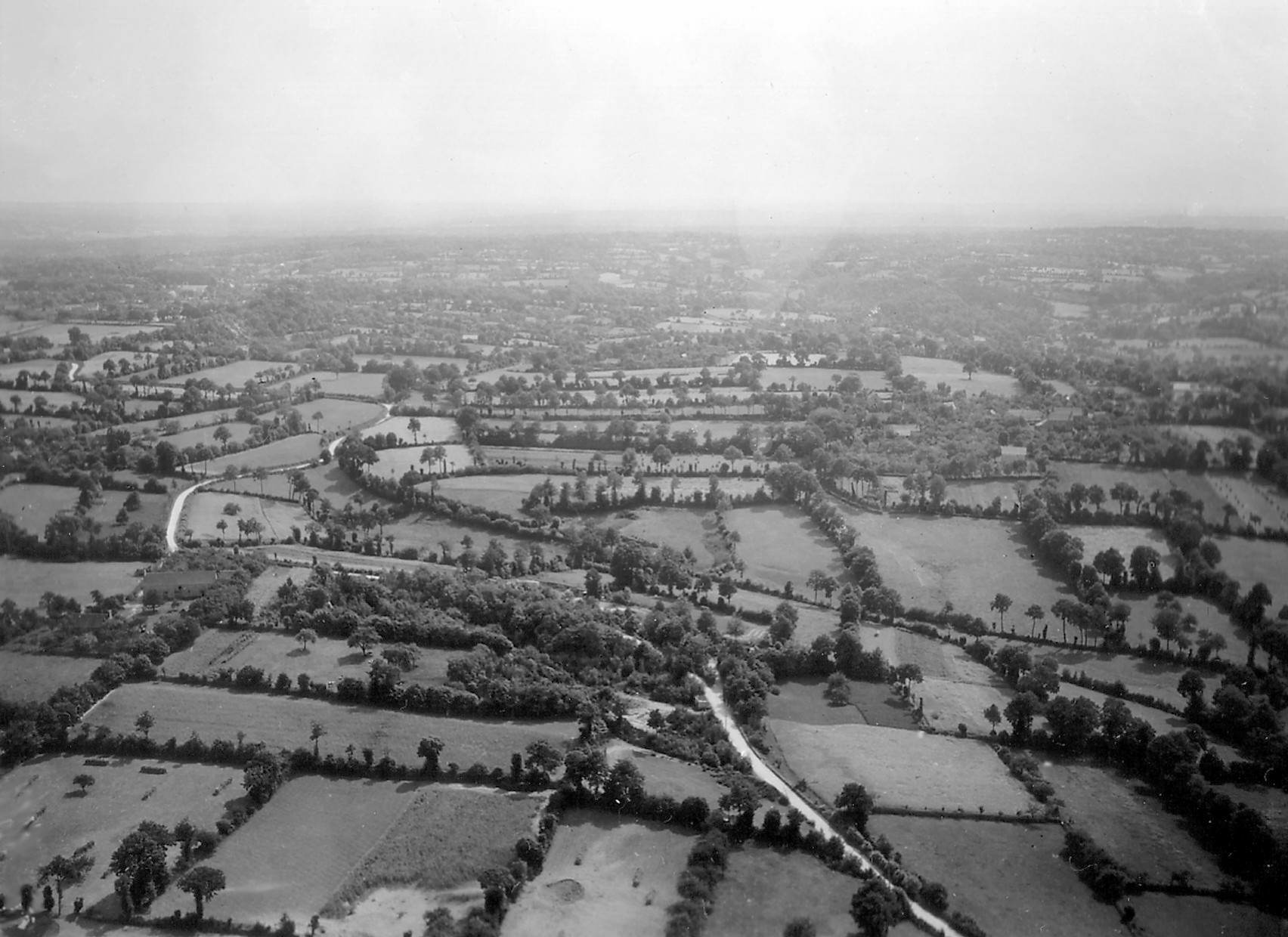
Un ejemplo de paisaje con bocage.

Después del Desembarco de Normandía en junio de 1944, mientras que las fuerzas Aliadas avanzaban tierra adentro desde la costa francesa, se encontraron operando en un área rural de Normandía conocida como bocage. El verdadero bocage se extiende más allá de la limitada definición de bocage normand, o sea, desde el área al oeste de Arromanches-les-Bains, incluyendo toda la Península de Cotentin, hasta el sur de Bretaña, Maine y Vendée. En algunas áreas, este terreno abarca 80 km (50 millas). Este tipo de paisaje contiene grandes terraplenes con una altura promedio de 1,2 m (4 pies), que estaban cubiertos con espesos setos, arbustos y árboles, rodeando pequeños campos elevados de forma irregular, cuya extensión generalmente no pasa de 91 m (300 pies). La naturaleza de los setos - "fuertes terraplenes, mitad tierra, mitad seto" con una altura de hasta 4,6 m (15 pies) y sistemas de raíces interconectadas - hizo que su excavación sea sumamente difícil, incluso con maquinaria pesada. Estrechos senderos hundidos eran las únicas vías entre estos terraplenes. El movimiento de los tanques estaba severamente restringido, evitando que las fuerzas Aliadas desplieguen su superioridad vehicular y haciendo que la observación aérea con aviones ligeros como el Piper L4 Grasshopper y el Auster AOP sea vital para descubrir cazatanques alemanes y emplazamientos de cañones antitanque ocultos dentro de las parcelas cercadas y tuviera prioridad. El sinuoso paisaje también estaba salpicado con pequeños ríos, bosques y huertos de árboles frutales, así como desperdigadas casas de piedra y sus anexos.
La infantería Aliada, especialmente los estadounidenses, se encontraron luchando de parcela en parcela contra los alemanes, que se habían situado en posiciones defensivas preparadas de antemano y armadas con ametralladoras y fusiles. Los alemanes habían abierto en varios lugares pozos de tiradores y otras estructuras defensivas directamente en los setos y terraplenes. Estas posiciones defensivas limitaban la capacidad de las fuerzas estadounidenses de coordinar ataques a gran escala o de recibir apoyo artillero en suficiente cantidad y precisión. Las aberturas existentes en el entramado de setos ya estaban cubiertas por armas antitanque alemanas; los tanques que pasaran por aquellas aberturas serían atacados de inmediato. Los tanques eran capaces de pasar por encima de los terraplenes, pero al hacer esto exponían su débil blindaje ventral. Los desarrollos tácticos durante junio de 1944 incluyeron la apertura de agujeros en los setos con explosivos por parte de los ingenieros militares; sin embargo, las explosiones atraían el fuego de los alemanes hacia las posiciones estadounidenses.

## Invención
Antes del inicio de la Operación Cobra (una ofensiva estadounidense durante la Campaña de Normandía, se desarrollaron soluciones para que los tanques puedan apoyar efectivamente la ofensiva en aquel terreno. Buldóceres o tanques modificados para transportar una hoja de buldócer fueron empleados para abrir agujeros en los setos. Algunos setos eran tan gruesos, que los ingenieros primero debían volar con explosivos un agujero en éste para que luego un buldócer lo limpie y ensanche. Este lento proceso demoró el avance de la ofensiva Aliada. Durante el mes de julio, diversas unidades estadounidenses crearon "innumerables" inventos para que los tanques atraviesen los setos rápidamente y sin exponer su débil blindaje ventral. Un cortasetos desarrollado por la 79.ª División de Infantería estaba operativo para el 5 de julio y unos cuantos días después, el XIX Cuerpo demostró un juego de resaltes que inicialmente habían sido desarrollados para crear agujeros donde poner explosivos. Estos resaltes eran capaces de levantar y retirar una porción de vegetación del tamaño necesario para que el tanque sea capaz de atravesar al otro lado. Las unidades del V Cuerpo también inventaron aparatos, que fueron apodados "cortadores de maleza" y "verdóceres".

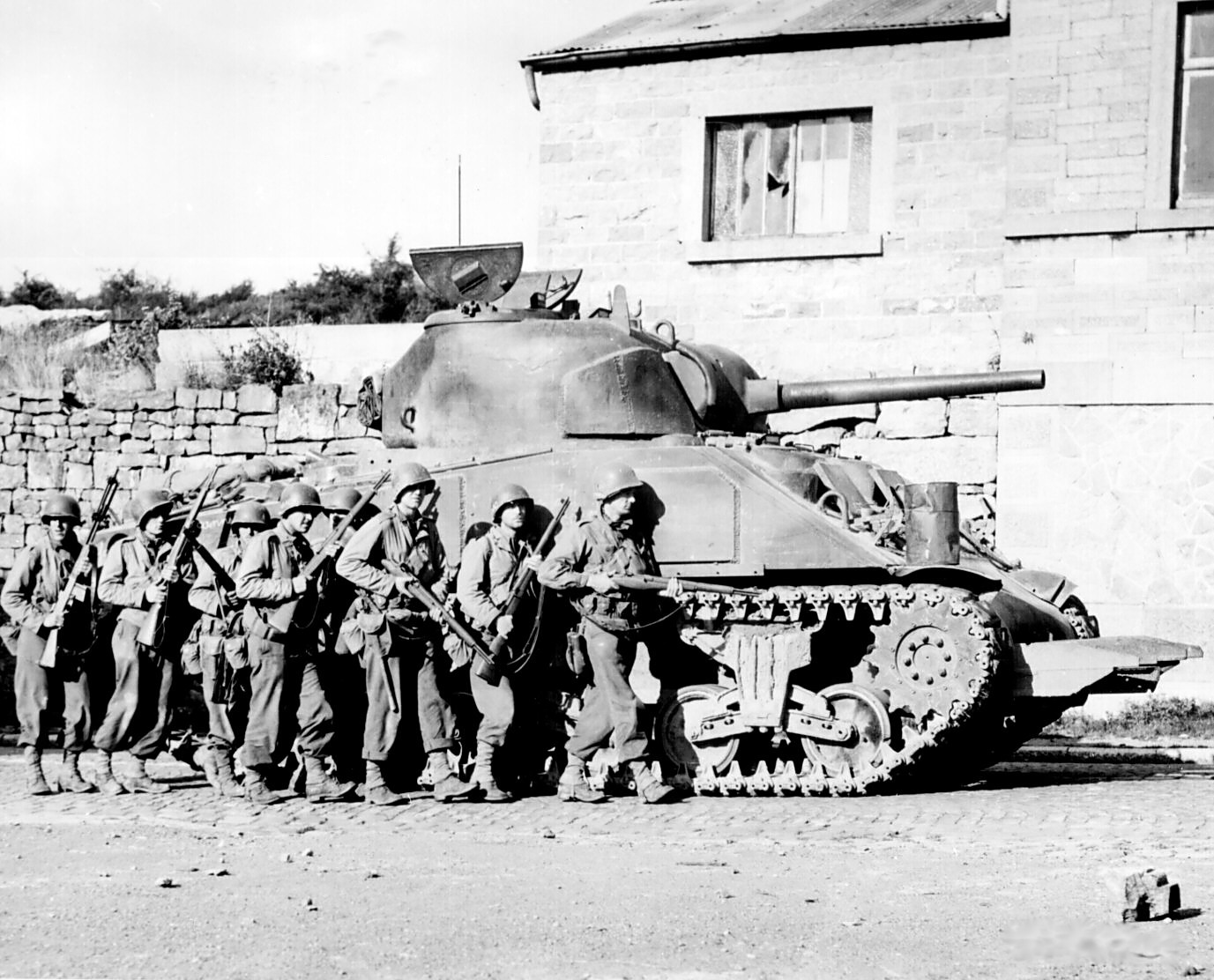
Un M4 Sherman con modificaciones para romper setos.

La invención de un aparato para romper setos es generalmente atribuida a Curtis G. Culin, un sargento en el 102º Regimiento de Caballería de la 2.ª División Blindada. Sin embargo, el historiador militar Max Hastings detalla que Culin se inspiró gracias a "un montañés de Tennessee llamado Roberts", que durante una discusión sobre como sobrepasar el bocage dijo "¿Por qué no conseguimos unos dientes de sierra, los ponemos sobre el frente del tanque y cortamos a través de los setos?". En lugar de unirse a la risotada que produjo el comentario, Culin reconoció el potencial de la idea. Se creó un prototipo parecido a colmillos, soldando chatarra de acero (obtenida de un erizo checo destruido) al frente del tanque para crear un cortasetos. Los dientes evitaban que el tanque exponga su débil blindaje ventral cuando abría un agujero en el muro del seto. El 14 de julio, el teniente general Omar Bradley inspeccionó el tanque y "observó con asombro como un seto explotaba... para abrir paso al Sherman que lo atravesaba". Según Hastings, Culin, "un hombre honrado", trató de dar crédito a Roberts, pero esto se olvidó en la publicidad alrededor del invento. Hastins concluye: "[Culin] se convirtió en una especie de héroe nacional estadounidense".
Martin Blumenson, el historiador oficial de la campaña, detalla que Bradley, impresionado, ordenó que el aparato sea fabricado en cantidad. Inicialmente se hizo empleando acero recuperado de los miles de obstáculos, como los erizos checos que los alemanes habían situado en las playas francesas durante la construcción de la Muralla del Atlántico. Bradley también despachó al Coronel John Medaris (del Cuerpo de Armamento) de regreso al Reino Unido para tener tanques modificados antes de ser embarcados a Francia e hizo arreglos para enviar por aire a Francia equipos de soldadura por arco adicionales y soldadores.
Se fabricaron unos 500 aparatos, llamados "aparato Culin Rino" o "cortador de setos Culin" por los estadounidenses. Estos aparatos fueron empleados para modificar casi tres cuartas partes de los tanques M4 Sherman, M3 Stuart y cazatanques M10 Wolverine de la 2.ª División Blindada antes de la Operación Cobra. Los Reales Ingenieros Eléctricos y Mecánicos británicos llamaban a los aparatos "Prongs" y produjeron 24 de estos a partir de defensas alemanas destruidas, pero después fueron producidos en el Reino Unido. Para agosto se suministraron 600 Prongs Mark I, para ser instalados en los Sherman V. Un millar de Prongs Mark II fuero producidos para instalare en tanques Sherman y cazatanques M10, mientras que 500 Prongs Mark II fueron fabricados para el tanque Cromwell. Se consideró que los tanques Churchill no necesitaban Prongs, pero a pesar de todo algunos fueron equipados con estos.

## Empleo

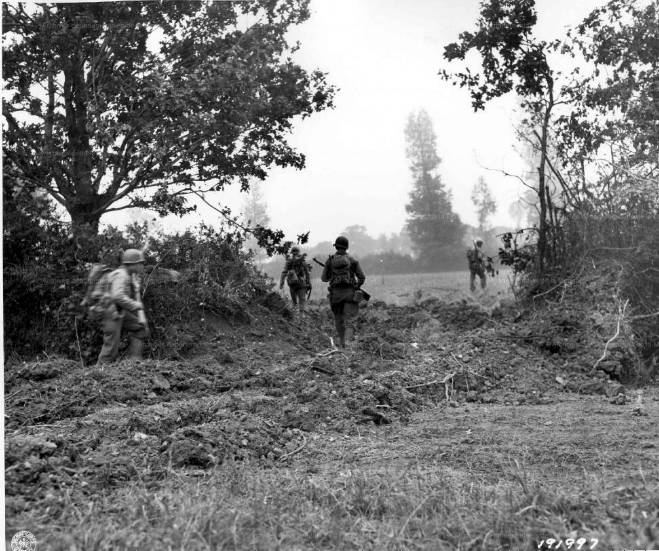
Infantería estadounidense avanzando a través de un agujero creado por un Rino.

El corresponsal de guerra Chester Wilmot escribió después de la guerra que el plan defensivo alemán para detener cualquier avance estadounidense era de mantener la línea del frente "muy ligeramente y concentraser en controlar los cruces de caminos en una profundidad de tres o cuatro millas detrás del frente", con la intención de demorar cualquier avance al reducir su velocidad al paso de la infantería. Una vez que se dio inicio a la Operación Cobra, las tropas Aliadas fueron capaces de rodear las posiciones alemanas usando los tanques Rino, permitiendo que el avance continue y dejando los puntos fuertes a la Infantería y los Ingenieros.
Blumenson describe como durante el inicio de la Operación Cobra, los tanques de la 2.ª División de Infantería, apoyados por la artillería, avanzaron sin infantería por 20 minutos, cubriendo varios cientos de yardas y abriendo agujeros en los setos antes de regresar a su posición de inicio. Luego los tanques y la infantería avanzaron juntos rápidamente, antes que los alemanes fueran capaces de restablecer sus posiciones defensivas.
Durante la Operación Bluecoat (una ofensiva británica durante la Campaña de Normandía), los tanques Churchill equipados con Prongs fueron capaces de atravesar terreno considerado impracticable para vehículos sobre orugas, tomando por sorpresa a los defensores alemanes.
El historiador militar Steven Zaloga afirma que los aparatos "no fueron tan ampliamente utilizados como lo sugiere la leyenda", ni fueron tan efectivos como se cree con frecuencia. Pero Max Hastings y Chester Wilmot acreditan al invento el haber devuelto la maniobrabilidad a la fuerza Aliada. Martin Blumenson afirma que a pesar de que el aparato restauró la movilidad en el bocage, "era de poco valor táctico en el avance, salvo posiblemente como un factor para la moral de las tropas, ya que los tanques avanzaban por los caminos, no a campo través".